# Volejbol'nyj klub Chara Morin
Il Volejbol'nyj klub Chara Morin (in russo "Волейбольный клуб «Хара Морин»") è stata una società pallavolistica femminile russa con sede a Ulan-Udė.

## Storia
Il Volejbol'nyj klub Chara Morin viene fondato nel 2001 dall'imprenditore buriato Lev Asalchanov e due anni dopo viene iscritto alla Vysšaja Liga B, la terza serie russa, terminando la prima stagione al quarto posto finale nel girone Siberia-Estremo Oriente. Preceduto in classifica da due formazioni giovanili che per regolamento non potevano accedere ad un campionato superiore, il sodalizio viene promosso in Vysšaja Liga A, dove milita per sei stagioni consecutive migliorando anno dopo anno il posizionamento finale nel proprio girone e qualificandosi in tre occasioni alla fase finale per la promozione in Superliga, senza però raggiungerla; nella stagione 2009-10 fa registrare il curioso record di prima squadra al mondo nelle maggiori leghe nazionali a vincere un set per 25-0.
Nel 2010 una prima crisi finanziaria mette a rischio la sopravvivenza della società; dopo aver rinunciato all'iscrizione in Vysšaja Liga A, il club riparte nuovamente dalla terza serie nazionale e, dopo un campionato di assestamento, ottiene una doppia promozione raggiungendo prima la Vysšaja Liga A e poi la Superliga, dove debutta nella stagione 2013-14 chiudendo l'annata al termine dei play-out in nona posizione, che garantisce la permanenza in massima serie; nella primavera 2014, tuttavia, la dirigenza comunica l'impossibilità di iscriversi al campionato successivo senza l'ingresso di nuovi capitali, ragione per cui si ipotizza un trasferimento della squadra a Sebastopoli e il coinvolgimento delle istituzioni pubbliche della Crimea oppure a Lobnja con il supporto del governo della Buriazia, ma entrambe le trattative naufragano e nell'estate del 2014 il club sceglie di ripartire dalla Vysšaja Liga B nel girone siberiano, concludendo il campionato al quinto posto.
Il 7 agosto 2015, in prossimità dell'inizio delle attività per la stagione 2015-16 in Vysšaja Liga A, il presidente annuncia lo scioglimento della società.

## Rosa 2013-2014
La rosa con cui il Volejbol'nyj klub Chara Morin ha preso parte alla Superliga.
| N° | Nome                  | Ruolo | Data di nascita | Nazionalità sportiva |
| -- | --------------------- | ----- | --------------- | -------------------- |
| -  | Sergej Alekseev       | All   | -               | Russia               |
| -  | Vadim Kir'janov       | All   | -               | Russia               |
| 1  | Irina Klimanova       | C     | 17 agosto 1987  | Russia               |
| 2  | Irina Stratanovič     | S     | 2 ottobre 1988  | Russia               |
| 3  | Julija Kovalëva       | L     | 26 luglio 1987  | Russia               |
| 4  | Anastasija Jarygina   | C     | 4 gennaio 1991  | Russia               |
| 5  | Anna Moiseenko        | P     | 10 giugno 1985  | Russia               |
| 6  | Lola Arslanbekova     | S     | 10 agosto 1990  | Uzbekistan           |
| 7  | Julija Andruška       | O     | 5 luglio 1985   | Russia               |
| 8  | Anastasija Ljapuškina | P     | 8 aprile 1992   | Russia               |
| 9  | Natal'ja Nazarova     | S     | 22 gennaio 1988 | Russia               |
| 10 | Marija Pilipenko      | C     | 28 aprile 1984  | Russia               |
| 11 | Julija Sten'kina      | L     | 7 febbraio 1988 | Russia               |
| 15 | Irina Smirnova        | S     | 10 aprile 1990  | Russia               |
| 17 | Margarita Kurilo      | S     | 21 giugno 1993  | Russia               |
| 18 | Ol'ga Šukajlo         | S     | 26 ottobre 1991 | Russia               |
| 22 | Kristýna Pastulová    | C     | 22 ottobre 1985 | Rep. Ceca            |